# Maja-Lisa Furusjö
Maria Elisabet (Maja-Lisa) Furusjö, född Strandberg den 22 augusti 1919 i Västerås, död 11 januari 2017 i Stockholm, var en svensk journalist, konsumentupplysare och chefredaktör. Hon var betydelsefull för den svenska konsumentjournalistiken genom sitt arbete på Icakuriren.

## Biografi
Maja-Lisa Furusjö föddes i en familj bestående av en yrkesarbetande mor, morföräldrar och äldre bror; fadern dog redan före hennes födelse. Från tidig ålder hade hon en dröm om att bli modetecknare och beundrade modellerna i Stockholms-Tidningen. Efter flickskola i Västerås flyttade hon till Stockholm för en ettårig utbildning inom just modeteckning, vilken också gav henne tillträde till modevisningar, från vilka hon skrev referat för Vestmanlands Läns Tidning.
Efter avslutad utbildning flyttade Maja-Lisa Furusjö 1939 tillbaka till Västerås. Där fick hon, genom sin mors bekantskap med Hakonbolagets VD Hakon Swenson, anställning som tecknare på företagets reklamavdelning. På hösten 1941 började reklamavdelningen producera ett reklamblad för butikskunderna. För att locka läsare lade man in redaktionella sidor med bland annat kortare intervjuer med inflytelserika personer. Reklambladet var föregångaren till Icakuriren och det var där som Maja-Lisa Furusjö började skriva och göra intervjuer varav den första var med biografkungen Anders Sandrew.
Samma år träffade Maja-Lisa Furusjö sin blivande make Folke Furusjö och flyttade med honom tillbaka till Stockholm. Där fick hon, återigen med hjälp av Hakon Swenson, anställning som reklamchef på ICA Essve (Speceristernas Varuinköp). När hon 1944 födde sitt första barn, översättaren Eva (gift Sjöstrand), började hon i stället att frilansa för ICA AB. Hon gick på pressvisningar och skrev artiklar, kåserier och referat.
Fram till 1952 födde Maja-Lisa Furusjö ytterligare två barn och hon upplevde då hur lite hjälp hon som småbarnsmor och konsument kunde få för att göra rätt inköp. Hon hade dock upptäckt Statens institut för konsumentfrågor (Konsumentinstitutet) samt dess produkttester och nyheter, varifrån hon lärde sig både hur man tvättade barnkläder på rätt sätt och värdet av objektivitet, transparens och trovärdighet. De lärdomarna tog hon med sig när hon 1953 fick fast anställning som redaktör på Icakuriren där konsumenttesterna var en av läsarna uppskattad redaktionell hörnsten. Snart började man även genomföra egna tester med testpaneler. Lika uppskattande var dock inte ICA:s styrelse och ledning (främst VD:n Hakon Swenson) över att bolagets produkter också utsattes för tester och ibland fick sämre betyg än konkurrenternas. Maja-Lisa Furusjö fick länge strida för att Icakuriren skulle vara en tidning för konsumentupplysning och inte ett marknadsföringsorgan.
Maja-Lisa Furusjös journalistiska gärning sträckte sig dock längre än till konsumentupplysning. Genom att ta till sig det som var viktigt för konsumenten och föra ut forskning kring konsumentbeteende gjorde hon en stor gärning för folkhälsan. Tillsammans med ICA Provkök, under ledning av hushållsläraren Asta Östenius, näringsberäknade man recepten till Icakurirens veckomenyer, höll föredrag och demonstrationer om hantverk, hushållsarbete och matlagning. Från 1974 fram till sin pensionering 1984 var Maja-Lisa Furusjö chefredaktör för Icakuriren.
År 1984 tilldelades Maja-Lisa Furusjö Stora journalistpriset med motiveringen: ”En orädd journalist, som aldrig tvekat om att publicera sanningen om varor och tjänster. Tidigt insåg Maja-Lisa Furusjö vikten av objektiva tester och granskningar. Hon har genomfört ett testprogram utan motstycke i svensk press.”
Maja-Lisa Furusjö dog 2017 i Stockholm, där hon är begravd på Skogskyrkogården.